# Kaviria
Kaviria is een geslacht uit de amarantenfamilie (Amaranthaceae). De soorten uit het geslacht komen voor in Somalië, op het Arabisch schiereiland en van in Syrië tot in Centraal-Azië en Pakistan.

## Soorten
- Kaviria aucheri (Moq.) Akhani
- Kaviria azaurena (Mouterde) Sukhor.
- Kaviria gossypina (Bunge ex Boiss.) Akhani
- Kaviria lachnantha (Botsch.) Akhani
- Kaviria pycnophylla (Brenan) Akhani
- Kaviria rubescens (Franch.) Akhani
- Kaviria tomentosa (Moq.) Akhani
- Kaviria vvedenskyi (Iljin & Popov) Akhani
- Kaviria zehzadii (Akhani) Akhani

... · 
Achyranthes · 
Aerva ·
Alternanthera ·
Amaranthus (Amarant) · 
Atriplex (Melde) · 
Axyris · 
Bassia (Zoutkruid) · 
Beta (Biet) · 
Blitum (Spiesganzenvoet) · 
Celosia · 
Chenopodium (Ganzenvoet) · 
Corispermum (Vlieszaad) · 
Dysphania · 
Halimione (Zoutmelde) · 
Halocnemum · 
Halothamnus · 
Haloxylon · 
Kochia · 
Krascheninnikovia · 
Polycnemum (Knarkruid) · 
Patellifolia · 
Ptilotus · 
Pupalia ·
Salicornia (Zeekraal) · 
Salsola (Loogkruid) · 
Spinacia · 
Suaeda · 
Traganum · 
...